# Lemonade (chanson de CocoRosie)
Pour les articles homonymes, voir Lemonade.
Lemonade est une chanson du 4e album Grey Oceans du groupe psyché folk CocoRosie.
Paru en 2010, le clip montre les deux sœurs, à différents âges, grimées, à tous les âges, d'une légère barbe.
La chanson est devenue la bande son de la publicité télé pour la gamme des voitures Alfa Romeo en 2015.